# Ceranisus americensis
Ceranisus americensis är en stekelart som först beskrevs av Girault 1917.  Ceranisus americensis ingår i släktet Ceranisus och familjen finglanssteklar. Inga underarter finns listade.